# Gel·li Publícola (qüestor)
Gel·li Publícola (en llatí Gellius Publicola) va ser un magistrat romà. Formava part de la gens Gèl·lia i era de la família dels Publícola.
Va ser qüestor de Marc Juni Silà a Àsia durant el regnat de Tiberi i va ser un dels seus acusadors l'any 22.